# スリングズ・アンド・アロウズ
『スリングズ・アンド・アロウズ』(英語: Slings & Arrows)はカナダのテレビドラマシリーズであり、実在するシェイクスピア祭であるストラトフォード・フェスティバルに似た架空のニュー・バーベッジ・フェスティバルを舞台にしている。主演はポール・グロス、スティーヴン・ウィメット、マーサ・バーンズである。「批判の矢面」を意味するタイトルは『ハムレット』の独白「生きるべきか、死ぬべきか」の一節"Whether 'tis nobler in the mind to suffer / The slings and arrows of outrageous fortune"からとっている。文字通りには"sling"は投石機による投石、"arrow"は矢を意味する。
ダークなコメディシリーズであり、2003年にカナダのムービー・セントラルとムービー・ネットワークで初放送された。2年後にサンダンス・チャンネルで放送された際はアメリカ合衆国で非常に高い評価を受けた。1シーズンあたり6エピソードで全3シーズンが撮影され、最終シーズンはカナダで2006年夏に、アメリカ合衆国では2007年はじめに放送された。
『スリングズ・アンド・アロウズ』は旧キッズ・イン・ザ・ホールのメンバーであったマーク・マッキニー、劇作家で女優のスーザン・コイン、コメディアンのボブ・マーティンが制作した。この3人は全員シリーズに出演もしている。全シリーズをピーター・ウェリントンが監督した。

## 内容
ロンバス・メディアは2005年にトロント交響楽団の舞台裏を記録したドキュメンタリー番組『9月の5日間ーオーケストラ再生』(Five Days in September: The Rebirth of an Orchestra)を作り、このパターンにならったテレビシリーズを作ろうとしていた。ボブ・マーティン、スーザン・コイン、マーク・マッキニーをシリーズ制作のため雇用した。 舞台となっている架空のカナダの演劇祭ニュー・バーベッジ・フェスティバルはストラトフォード・フェスティバルに基づいており、これにボブ・マーティンがブロードウェイでミュージカル『ドロウジー・シャペロン』の上演とセカンド・シティで経験したことを融合させたものである。

### 第1シーズン1：『ハムレット』
番組の中心人物は演出家・男優のジェフリー・テナント(ポール・グロス)、ニュー・バーベッジ・フェスティバルの芸術監督オリヴァー・ウェルズ(スティーヴン・ウィメット)、女優のエレン・ファンショー(マーサ・バーンズ)である。この3人は7年前のフェスティバルで、のちに伝説的になった『ハムレット』のプロダクションで協働していた。この上演の途中でジェフリーは神経衰弱を起こしてオフィーリアの墓に飛び込み、叫びながらステージから走って逃げていた。その後、ジェフリーは精神病院に収容された。
シリーズ開始時点でジェフリーはトロントにおり、小さな劇団Théâtre Sans Argent(フランス語で「金無し劇団」という意味)を運営していたが、この劇団は立ち退きの瀬戸際にあった。オリヴァーとエレンはニュー・バーベッジにとどまっており、オリヴァーは自分のプロダクションとフェスティバルを徐々に商業化させていっていた。ニュー・バーベッジで『夏の夜の夢』が開幕した夜、オリヴァーはジェフリーが立ち退きに抗議して劇場に自分を鎖でつないでいるというニュースを見た。泥酔したオリヴァーはジェフリーに公衆電話から電話をかけ、過去のことについて口論する。オリヴァーはその後通りで気を失い、「カナダ最高のハム」というコピーが書かれたトラックにひかれて死んでしまった。
ジェフリーはオリヴァーの葬儀でフェスティバルの現状について批判的な悼辞を述べたが、このせいで一時的にオリヴァーの仕事を引き継いでほしいと頼まれることになる。昔からのライバルであるダレン・ニコルズ(ドン・マッケラー)と衝突した後、ジェフリーはしぶしぶフェスティバル最新のプロダクションである『ハムレット』の演出を引き継ぐことになる。ハムレット役を演じる不安を抱えたアメリカの映画スター、ジャック・クルー(ルーク・カービー)のせいで状況は困難になっていた。芝居に出演している新米女優ケイト(レイチェル・マクアダムス)はジャックに恋してしまう。ジェフリーのかつての恋人エレンはガートルードを演じている一方、ずっと若い男性と付き合っている。オリヴァーは今や幽霊としてジェフリーとフェスティバルにつきまとうようになった。
業務面では、ニュー・バーベッジのマネージャーであるリチャード・スミス＝ジョーンズ(マーク・マッキニー)はスポンサーのひとりであるアメリカ人の企業役員ホリー・デイ(ジェニファー・アーウィン)に誘惑されるが、ホリーはニュー・バーベッジを軽薄で商業化された「シェイクスピアヴィル」(Shakespeareville)に作り直したいと思っていた。

### 第2シーズン：『マクベス』
第2シーズンはニュー・バーベッジの『マクベス』上演を扱っている。リチャードは劇団を運営するため捨て鉢になって金策をしており、ジェフリーは役者が仕事に専心していないとイラついて劇団縮小を提案する。新しい役者ヘンリー・ブリードラヴ(ゲライント・ウィン・デイヴィス)が『マクベス』の上演で主演をつとめるため到着する。ジェフリーはこの芝居が非常に難しいと考えているため演出をしたがらないが(ただしジェフリーはこの「スコットランドの芝居」が呪われているという噂は信じていない)、結局引き受けることになる。
リチャードは「イメージ刷新」だけに使えるという罠のついた政府助成金を見つけて資金にする。このためリチャードはフェスティバルの販促とイメージ刷新のため前衛的な広告代理店フロッグハンマーを雇う。フロッグハンマーの社長であるサンジェイ(コルム・フィオール)は一連のショッキングな広告を出し、リチャードを操ってこれを受け入れさせる。
他方、ダレンがドイツで芸術家として生まれ変わって帰国し、フェスティバルで『ロミオとジュリエット』を演出することになる。ダレンは上演中に役者同士が互いに触れることを許さず、それどころか双方を見ることもさせないので、主役の2人はひどく失望してしまう。フェスティバルの管理人であるアンナ・コンロイ(スーザン・コイン)は殺到するインターンに対処しつつ、フェスティバルでリーディング公演をやることになっている劇作家ライオネル・トレイン(ジョナサン・クロンビー)と恋をしはじめる。
エレンは税金の監査を受けることになり、その準備で口紅や押し上げ式ブラジャーなど舞台に必要なものの「業務上の目的」を説明することになる。
そのうちジェフリーは『マクベス』の演出に取り憑かれるようになり、キャストやスタッフの反感を買い、オリヴァーの幽霊を再び見るようになる。このせいでエレンはジェフリーが狂気に陥ったのではないかと恐れるようになる。

### 第3シーズン：『リア王』
第2シーズンはニュー・バーベッジの『リア王』上演を扱っている。『マクベス』のキャストはブロードウェイでの上演を成功させ、帰国の途につく。ブロードウェイでエレンは、旧友バーバラ(ジャネット・ベイリー)からニュー・バーベッジを乗り越えることを考えろと言われる。リチャードは自分の成功に対処しようとし、アンナは政変でボリビアに帰国できなくなった楽団に対応せねばならず、ダレンは街に戻ってきて今回は新作ミュージカル『イースト・ヘイスティングズ』を演出することになる。
ジェフリーは老いた演劇界の伝説チャールズ・キングマン(ウィリアム・ハット)をリア役にキャストしていたが、皆この役のせいでチャールズが死んでしまうのではと心配していた。リハーサルが進むにつれてチャールズはコーデリアを演じる女優ソフィー(サラ・ポーリー)を脅えさせるようになる。ソフィーは『リア王』に出演する若手の俳優たちとミュージカルに出演する若手の間の競争にも巻き込まれる。『イースト・ヘイスティングズ』は大成功し、トラブルに陥ったシェイクスピア劇『リア王』の上演はひどく影が薄くなってしまう。
事態は悪化して手に負えない状況になり、オリヴァーが幽霊として戻ってきて助けを申し出、ジェフリーはセラピーを受けるようになる。

## エピソード
エピソードタイトルの多くはシェイクスピア劇の台詞からとられている。
| シーズン | シーズン | エピソード | 初回放送日    | 初回放送日    | DVD発売日     | DVD発売日                 | ブルーレイ発売日          |
| シーズン | シーズン | エピソード | 第一話        | 最終話        | リージョン1   | リージョン1ボックスセット | リージョンAボックスセット |
| -------- | -------- | ---------- | ------------- | ------------- | ------------- | ------------------------- | ------------------------- |
|          | 1        | 6          | 2003年11月3日 | 2003年12月8日 | 2006年6月27日 | 2008年2月8日              | 2010年8月26日             |
|          | 2        | 6          | 2005年6月27日 | 2005年8月1日  | 2006年8月24日 | 2008年2月8日              | 2010年8月26日             |
|          | 3        | 6          | 2006年7月24日 | 2006年8月28日 | 2007年7月3日  | 2008年2月8日              | 2010年8月26日             |

### 第1シーズン (2003)
| 通し番号 | シーズンエピソード番号 | エピソードタイトル      | 監督                   | 脚本家                                                 | 初回放送日     |
| -------- | ---------------------- | ----------------------- | ---------------------- | ------------------------------------------------------ | -------------- |
| 1        | 1                      | "Oliver's Dream"        | ピーター・ウェリントン | スーザン・コイン、ボブ・マーテイン、マーク・マッキニー | 2003年11月3日  |
| 2        | 2                      | "Geoffrey Returns"      | ピーター・ウェリントン | スーザン・コイン、ボブ・マーテイン、マーク・マッキニー | 2003年11月10日 |
| 3        | 3                      | "Madness in Great Ones" | ピーター・ウェリントン | スーザン・コイン、ボブ・マーテイン、マーク・マッキニー | 2003年11月17日 |
| 4        | 4                      | "Outrageous Fortune"    | ピーター・ウェリントン | スーザン・コイン、ボブ・マーテイン、マーク・マッキニー | 2003年11月24日 |
| 5        | 5                      | "A Mirror up to Nature" | ピーター・ウェリントン | スーザン・コイン、ボブ・マーテイン、マーク・マッキニー | 2003年12月1日  |
| 6        | 6                      | "Playing the Swan"      | ピーター・ウェリントン | スーザン・コイン、ボブ・マーテイン、マーク・マッキニー | 2003年12月8日  |

### 第2シーズン (2005)
| 通し番号 | シーズンエピソード番号 | エピソードタイトル              | 監督                   | 脚本家                                                 | 初回放送日    |
| -------- | ---------------------- | ------------------------------- | ---------------------- | ------------------------------------------------------ | ------------- |
| 7        | 1                      | "Season's End"                  | ピーター・ウェリントン | スーザン・コイン、ボブ・マーテイン、マーク・マッキニー | 2005年6月27日 |
| 8        | 2                      | "Fallow Time"                   | ピーター・ウェリントン | スーザン・コイン、ボブ・マーテイン、マーク・マッキニー | 2005年7月4日  |
| 9        | 3                      | "Rarer Monsters"                | ピーター・ウェリントン | スーザン・コイン、ボブ・マーテイン、マーク・マッキニー | 2005年7月11日 |
| 10       | 4                      | "Fair is Foul and Foul is Fair" | ピーター・ウェリントン | スーザン・コイン、ボブ・マーテイン、マーク・マッキニー | 2005年7月18日 |
| 11       | 5                      | "Steeped in Blood"              | ピーター・ウェリントン | スーザン・コイン、ボブ・マーテイン、マーク・マッキニー | 2005年7月25日 |
| 12       | 6                      | "Birnam Wood"                   | ピーター・ウェリントン | スーザン・コイン、ボブ・マーテイン、マーク・マッキニー | 2005年8月1日  |

### 第3シーズン (2006)
| 通し番号 | シーズンエピソード番号 | エピソードタイトル      | 監督                   | 脚本家                                                 | 初回放送日    |
| -------- | ---------------------- | ----------------------- | ---------------------- | ------------------------------------------------------ | ------------- |
| 13       | 1                      | "Divided Kingdom"       | ピーター・ウェリントン | スーザン・コイン、ボブ・マーテイン、マーク・マッキニー | 2006年7月24日 |
| 14       | 2                      | "Vex Not His Ghost"     | ピーター・ウェリントン | スーザン・コイン、ボブ・マーテイン、マーク・マッキニー | 2006年7月31日 |
| 15       | 3                      | "That Way Madness Lies" | ピーター・ウェリントン | スーザン・コイン、ボブ・マーテイン、マーク・マッキニー | 2006年8月7日  |
| 16       | 4                      | "Every Inch a King"     | ピーター・ウェリントン | スーザン・コイン、ボブ・マーテイン、マーク・マッキニー | 2006年8月14日 |
| 17       | 5                      | "All Blessed Secrets"   | ピーター・ウェリントン | スーザン・コイン、ボブ・マーテイン、マーク・マッキニー | 2006年8月21日 |
| 18       | 6                      | "The Promised End"      | ピーター・ウェリントン | スーザン・コイン、ボブ・マーテイン、マーク・マッキニー | 2006年8月28日 |

## 評価
カナダ及びアメリカ合衆国で人気があり、カナダのテレビ史上における「最も偉大な番組のひとつ」としてアメリカで「カルト的なヒット」を記録した。イギリスではテレビ放映されていないが、批評家からは高い評価を受けている。

### 受賞とノミネート
全3シーズンで『スリングズ・アンド・アロウズ』は50ほどの賞についてさまざまなカテゴリでノミネートされ、演技、脚本、演出、編集などで22回受賞している。
ジェミニ賞を全部で13回受賞している。毎シーズンジェミニ賞の優秀ドラマシリーズにノミネートされ、2回受賞した。毎シーズン最低でも2つの演技賞をジェミニで獲得しており、2006年と2007年には3部門受賞した。
ジェミニ賞の他、ライターズ・ギルド・オブ・カナダの優秀ドラマ賞(1時間部門)で3回ノミネートされ、そのたびに受賞している。ライターズ・ギルド・オブ・カナダは2004年には優秀ドラマシリーズ賞で3つのエピソードをノミネートした。006年と2007年にはディレクターズ・ギルド・オブ・カナダで優秀テレビドラマシリーズ賞を受賞している。
他には2005年にカナディアン・コメディ賞でテレビシリーズ笑い脚本賞を受賞し、2006年にはサテライト賞でテレビ優秀DVDリリース賞をとった。
演技賞については以下のとおりである。
| 俳優                     | 受賞                                                |
| ------------------------ | --------------------------------------------------- |
| ポール・グロス           | ジェミニ、連続ドラマ主演男優賞 (2004年、2007年)     |
| スティーヴン・ウィメット | ジェミニ、ドラマシリーズ助演男優賞(2007年)          |
| マーサ・バーンズ         | ジェミニ、連続ドラマ主演女優賞 (2006年、2007年2007) |
| マーク・マッキニー       | ジェミニ、連続ドラマ主演男優賞 (2006年)             |
| スーザン・コイン         | ジェミニ、ドラマシリーズ助演女優賞(2006年)          |
| レイチェル・マクアダムス | ジェミニ、ドラマシリーズ助演女優賞(2004年)          |

他にもジェニファー・アーウィン、サラ・ポーリー、クリス・リーヴィンズ、ドン・マッケラー、ウィリアム・ハットなどレギュラー及びゲストの俳優が多数『スリングズ・アンド・アロウズ』の演技でジェミニ賞にノミネートされているが、受賞はしなかった。